# Alois Wierlacher
Alois Wierlacher (* 1936 in Wuppertal) ist ein deutscher Germanist.

## Leben
Nach der Promotion (Das bürgerliche Drama. Seine theoretische Begründung im 18. Jahrhundert) an der Universität Bonn 1964 und der Habilitation (Vom Essen in der deutschen Literatur. Mahlzeiten in Erzähltexten von Goethe bis Grass) in Heidelberg 1982 lehrte er von 1983 bis 1984 als Professor für Neuere deutsche Literaturwissenschaft mit dem Schwerpunkt Deutsch als Fremdsprachenphilologie an der Universität Hamburg und dann als Professor für Interkulturelle Germanistik an der Universität Bayreuth.
Seine Forschungsschwerpunkte sind interkulturelle Germanistik, Literaturwissenschaft, Kulinaristik, Fremdheits- und Toleranzforschung, interkulturelle Kommunikation und Wissenschaftsforschung.

## Schriften (Auswahl)
- Das bürgerliche Drama. Seine theoretische Begründung im achtzehnten Jahrhundert. München 1968 [ohne ISBN].
- als Herausgeber mit Andrea Bogner, Ulrich Engel, Hans-Jürgen Krumm  et al.: Jahrbuch Deutsch als Fremdsprache (Intercultural German Studies). Heidelberg/München 1975 ff, ISSN 0342-6300.
- als Herausgeber: Fremdsprache Deutsch. Grundlagen und Verfahren der Germanistik als Fremdsprachenphilologie. 2 Bände, München 1980, ISBN 3-7705-1810-1 und ISBN 3-7705-1812-8.
- als Herausgeber: Das Fremde und das Eigene. Prolegomena zu einer interkulturellen Germanistik. München 1985, ISBN 3-89129-021-7.
- Vom Essen in der deutschen Literatur. Mahlzeiten in Erzähltexten von Goethe bis Grass. Stuttgart 1987, ISBN 3-17-008142-X.
- als Herausgeber: Kulturthema Fremdheit. Leitbegriffe und Problemfelder kulturwissenschaftlicher Fremdheitsforschung. Stuttgart 1987, ISBN 3-89129-037-3.
- als Herausgeber mit Gerhard Neumann und Hans-Jürgen Teuteberg: Kulturthema Essen – Ansichten und Problemfelder. Berlin 1993, ISBN 3-05-002367-8.
- als Herausgeber: Kulturthema Toleranz. Zur Grundlegung einer interdisziplinären und interkulturellen Toleranzforschung. München 1996, ISBN 3-89129-074-8.
- als Herausgeber mit Georg Stötzel: Blickwinkel. Kulturelle Optik und interkulturelle Gegenstandskonstitution. München 1996, ISBN 3-89129-039-X.
- Architektur interkultureller Germanistik. München 2001, ISBN 3-89129-736-X.
- als Herausgeber mit Wolf Dieter Otto: Toleranztheorie in Deutschland (1949-1999). Eine anthologische Dokumentation. Tübingen 2002, ISBN 3-86057-502-3.
- als Herausgeber mit Andrea Bogner: Handbuch interkulturelle Germanistik. Stuttgart 2003, ISBN 3-476-01955-1.
- als Herausgeber mit Regina Bendix: Kulinaristik. Forschung – Lehre – Praxis. Berlin 2008, ISBN 978-3-8258-1081-8.
- als Herausgeber: Gastlichkeit: Rahmenthema der Kulinaristik. Berlin 2011, ISBN 978-3-643-11442-6.
- als Herausgeber: Kulinaristik des Frühstücks. Breakfast Across Cultures. Analysen, Theorien, Perspektiven. München 2018, ISBN 978-3-86205-550-0.
- Hingabe und Vertragsstiftung. Lessings «Emilia Galotti» und Goethes «Iphigenie auf Tauris» als Dramen bibelkritischer bzw. rechtspolitischer Sicherung menschlichen Lebens und Zusammenlebens. Mit einem fachstrategischen Beitrag über die Weiterentwicklung der im globalen Kontext unterschiedlich aufgestellten und standortbewusst agierenden Germanistik(en) zu einer multilateralen Regionalistik der deutschsprachigen Welt. Heidelberg 2020, ISBN 978-3-8253-4660-7.